# Aporosa lucida
Aporosa lucida är en emblikaväxtart som först beskrevs av Friedrich Anton Wilhelm Miquel, och fick sitt nu gällande namn av Airy Shaw. Aporosa lucida ingår i släktet Aporosa och familjen emblikaväxter.

## Underarter
Arten delas in i följande underarter:
- A. l. ellipsoidea
- A. l. lucida
- A. l. pubescens
- A. l. trilocularis